# 塔夫特
塔夫特是伊朗的城市，位於該國中部，由亞茲德省負責管轄，距離首府亞茲德約20公里，始建於1444年，海拔高度1,544米，主要農產品有石榴和葡萄，2006年人口15,329。